# Maskenhäherling

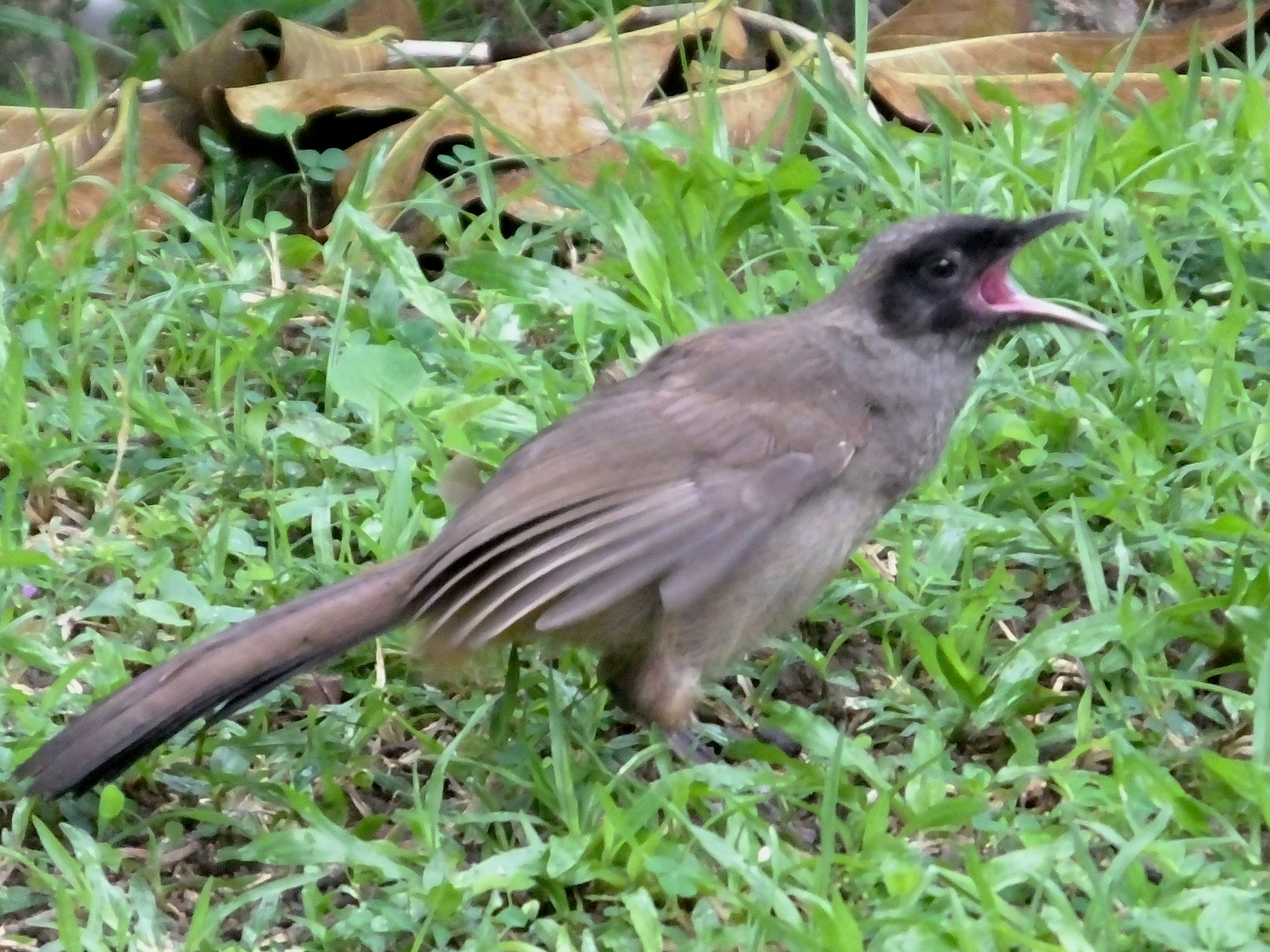
Um Futter bettelnder Jungvogel

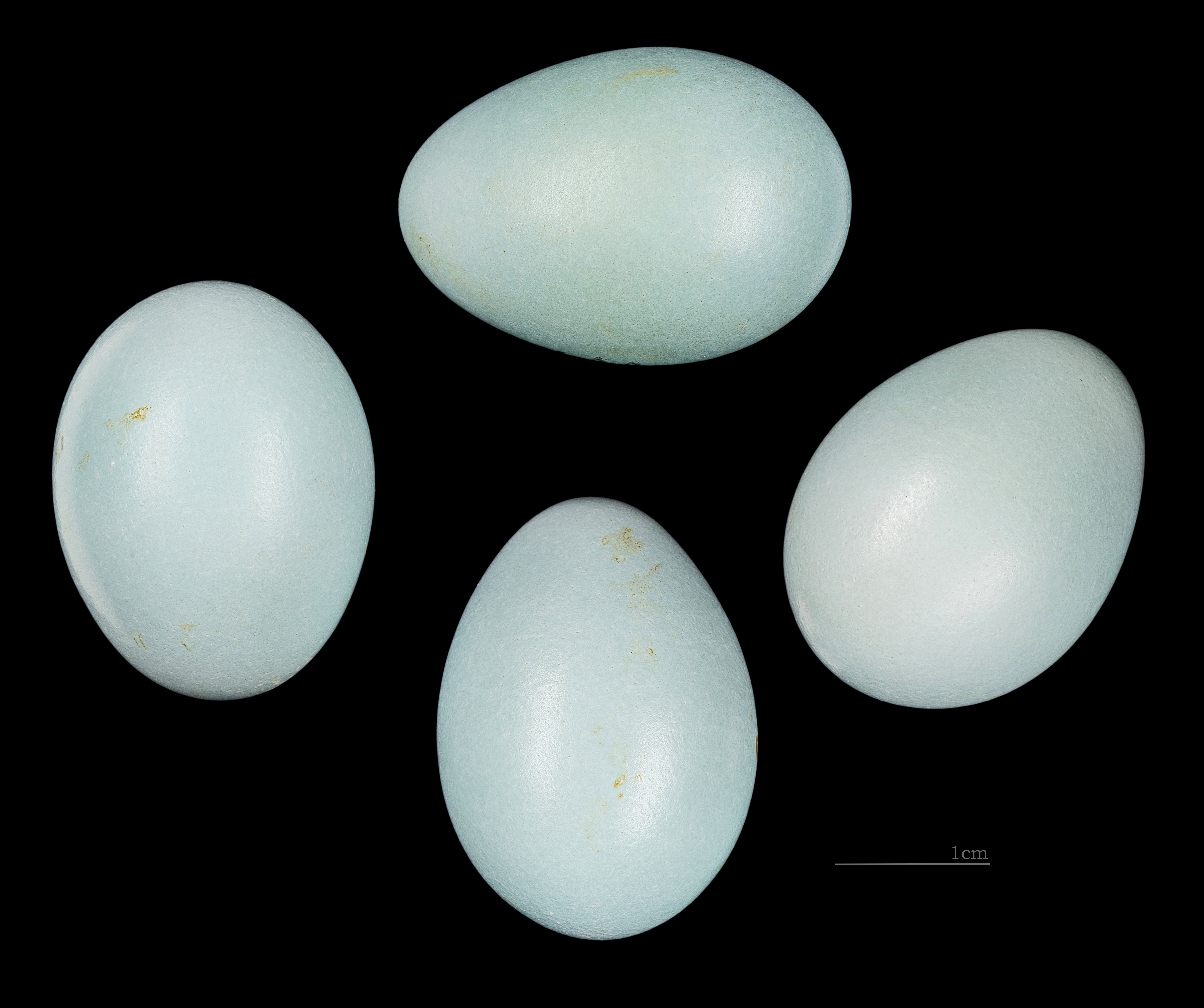
Eier des Maskenhäherlings

Der Maskenhäherling (Pterorhinus perspicillatus, Syn.: Garrulax perspicillatus) ist ein in Asien vorkommender Singvogel aus der Familie der Häherlinge (Leiothrichidae). Da die Vögel oftmals in Gruppen von sieben Individuen beobachtet wurden, werden sie in im chinesischen Sprachgebrauch als „Sieben Schwestern“ (chinesisch 七姊妹) bezeichnet.

## Merkmale
Der Maskenhäherling erreicht eine Körperlänge von ca. 32 Zentimetern und ein Gewicht von 100 bis 120 Gramm Die Geschlechter unterscheiden sich zeichnungsmäßig nicht. Der Oberkopf der Vögel hat eine graue Farbe. Das Gesicht ist mit einer namensgebenden schwarzen Maske überzogen. Das Gefieder der Oberseite einschließlich der Schwanzfedern und Flügeldecken ist graubraun, die Unterseite etwas heller graubraun, der Steiß ist rotbraun. Aufgrund der markanten Maskenzeichnung ist die Art unverwechselbar.

## Verbreitung und Lebensraum
Der Maskenhäherling kommt in China und Vietnam vor. Seine bevorzugten Lebensräume sind lichte Wälder, Gebüschlandschaften sowie Gärten und Parkanlagen. Gelegentlich tauchen Individuen in Japan auf, deren Herkunft unbekannt ist. Eventuell handelt es sich dabei um aus Haustierhaltung entflogene Vögel.

## Lebensweise
Maskenhäherlinge leben meist in kleinen Gruppen, wobei sie durch laute Rufe untereinander Kontakt halten. Sie ernähren sich sowohl von tierischer als auch von pflanzlicher Kost, die sie überwiegend am Erdboden suchen. Das Brutgeschäft findet zwischen März und Anfang August statt. Es werden durchschnittlich drei einfarbige weißblaue Eier gelegt. Die Brutzeit dauert im Durchschnitt 13 Tage, die Küken verlassen das Nest nach ca. 12 Tagen. Meist beteiligen sich neben den Eltern weitere Vögel aus der Gruppe an der Aufzucht der Jungen. Es werden zwei bis drei Bruten im Jahr durchgeführt.

## Gefährdung
Der Maskenhäherling ist in seinen Vorkommensgebieten nicht selten und wird demzufolge von der Weltnaturschutzorganisation IUCN als „least concern = nicht gefährdet“ geführt.